# Sportplakette des Landes Hessen
Die Sportplakette des Landes Hessen ist die höchste Auszeichnung des deutschen Bundeslandes Hessen für den Sport.

## Zweck
Die Plakette ist für sportliche Leistungen bzw. besondere Verdienste um den Sport wie ehrenamtliches Engagement im Sport vorgesehen und kann in jährlichem Turnus an Einzelpersonen oder Mannschaften vergeben werden.

## Vergabekriterien
Die Sportplakette des Landes Hessen kann pro Jahr an insgesamt zehn Personen oder Mannschaften verliehen werden, die nach internationalen Maßstäben sportliche Höchstleistungen erzielt haben, durch ihre sportliche Haltung vorbildhaften Charakter haben oder trotz körperlicher Beeinträchtigungen besonders anerkennenswerte sportliche Leistungen erzielt haben.
Darüber hinaus können jeweils fünf Personen ausgezeichnet werden, die sich in ehrenamtlicher Mitarbeit für den Jugendsport oder die breitensportliche Arbeit in Vereinen oder Verbänden engagiert haben.
Für die Vergabe der Sportplakette des Landes Hessen können jeweils bis zum 1. September eines Jahres beim Hessischen Ministerium des Innern und für Sport Vorschläge eingereicht werden, dazu berechtigt sind kreisfreie Städte und Landkreise, der Landessportbund Hessen und die hessischen Sportfachverbände. Beim Ministerium ist dazu ein Ausschuss eingerichtet, der über die Vorschläge entscheidet bzw. eine Auswahl trifft.

## Verleihung
Die Verleihung wird durch den Hessischen Minister des Innern und für Sport im Rahmen eines Feierstunde in einem repräsentativen Ambiente vorgenommen, im Jahr 2009 beispielsweise in der Rotunde des Biebricher Schlosses in der Landeshauptstadt Wiesbaden. Überreicht werden neben der Plakette eine silberne Anstecknadel und eine Urkunde des Landes Hessen.

### Vergeben an
- Hans-Jürgen Pabst

## Design
Die etwa handgroße, rundliche, bronzene Plakette symbolisiert eine Flamme und ist dementsprechend strukturiert gestaltet. Im Gegensatz zu der meistverbreiteten Form einer Plakette kann man die Sportplakette des Landes Hessen aufstellen. Die Plakette wird in einer roten Schatulle übergeben, die ebenso wie die Urkunde das Landeswappen trägt.